# Berthenay

Berthenay este o comună în departamentul Indre-et-Loire, Franța. În 1 ianuarie 2022 avea o populație de 699 de locuitori.